# Donationsgods
Donationsgods är jordegendomar i östra Finland som Rysslands regenter lämnade i förläning till enskilda personer mellan 1721 och 1811 då landsdelen var ett ryskt guvernement. 
Efter Finlands erövring 1809 gav ryska kronan bort nyttjande- och dispositionsrätten över egendomarna. Överlämningsavtalen innehöll möjligheter till skiljaktiga tolkningar, och följden blev ständiga tvister mellan bönderna och deras herrar. I allmänhet var donationsbonden gynnad av myndigheterna och kunde därför skydda sin besittning av den ärvda jorden, även om förhållandena i övrigt var svåra.
Genom ett kejserligt manifest den 11 december 1811 införlivades Viborgs län med övriga Finland. Den 31 december samma år kom en förordning som bestämde hur donationsböndernas avgifter skulle tas ut tills skatteläggning gjorts. 1817 utfärdades ytterligare en förordning, varigenom donationsmottagarna i de flesta fall fick full äganderätt till jorden, medan bönderna bibehöll sin besittningsrätt. Den 25 november 1826 förordnades att de i Viborgs och Kymmenegårds län donerade egendomarna skulle räknas som vanliga frälsehemman. Dessutom bestämdes att bönderna mot beslutade avgifter skulle få behålla på sina hemman till 1837. Därefter fick donationsägaren besluta om avgifter och jordnatur. Då donationsgodsen i strid med grundlagen bytte jordnatur förlorade allmogen den ärftliga besittningsrätten till sin jord, och hamnade faktiskt i ett slags livegenskap. 1826 års författning var en skamfläck i Finlands lagstiftnings historia då en tjugondelen av landets befolkning överlämnades till godsägares och förvaltares godtycke. Den innebar även en förlamning av hela östra Finlands utveckling. Detta missförhållande undgick inte regeringens uppmärksamhet. Vid lantdagarna åren 1863 och 1867 föreslogs att det finska statsverket skulle lösa in donationsgodsen. Förslagen blev i huvudsak godkända av parlamentet. Regeringen kunde verkställa inlösningen, dels med sparade statsmedel och dels med ett amorteringslån som uppgick till 12 miljoner mark. Bönderna fick rätt att köpa den egendom de hade besittningsrätt till genom lån från staten. 1890 löste finska statsverket in det sista av de stora donationsgodsen. Därefter fortsatte dock inlösen av de återstående mindre donationsegendomarna. För att underlätta friköpen hjälpte kronan till att sälja timmer ur godsens skogar så att kostnaderna kunde täckas.